# Oudeschans 3
Oudeschans 3 te Amsterdam is een bouwwerk aan de straat en gracht Oudeschans in Amsterdam-Centrum. Het gebouw staat aan de overkant van de Montelbaanstoren.

## Geschiedenis
Straat en gracht zijn eeuwenoud, ze zijn al te zien op de plattegrond van de hand van Cornelis Anthonisz. uit 1544. De originele bebouwing is grotendeels verdwenen en vervangen door nieuwbouw op nieuwbouw. Dit geldt zeker voor het gebouw Oudeschans 3, waarvan de geschiedenis teruggaat tot omstreeks 1593; er kwam op een werkterrein een scheepswerf. Dat terrein werd in 1620 opgedeeld in vier bouwkavels, maar wanneer er exact gebouwd werd is niet bekend. Op de kaart van Balthasar Florisz. van Berckenrode (1625) is nog een lege plek te zien.
Volgens een bouwtekening werd hier in 1878 nog een (grote) verbouwing uitgevoerd, waarbij boven de begane grond nog drie woonetages werden ingecalculeerd. Een foto in het stadsarchief uit 1926 van de gevelwand Oudeschans 1-15 beaamt dat. Hier was in 1935 nog de "Centrale Bond van Transportarbeiders" gevestigd, die een stadsmars van de Nationaal Socialistische Beweging (NSB) onder Anton Mussert wilde voorkomen. Ook woonden er op Uileburg de omringende wijk veel Joden. Of dat er iets mee te maken heeft, is onbekend, maar na de Tweede Wereldoorlog was het gebouw zo vervallen dat het in november 1946 afgebroken werd.  Er was jarenlang niets anders te zien dan een muur als terreinafscheiding; overigens stond Oudeschans 5 er toen alleen voor; ook nummer 7 werd in november 1945 gesloopt.

## Gebouw
Dat muurtje bleef tot medio jaren zeventig staan. Architect Herman Zeinstra liet vervolgens zijn oog vallen op dit stukje oud Amsterdam, voor zijn kantoor en woning. Hij kwam met een gebouw dat ondanks haar moderniteit klassiek aandoet. Dit wordt (mede) veroorzaakt door een verhoogd ontworpen onderhuis (hoge kamers) en beletage. Ook de horizontale daklijst is een voorbeeld van een klassieke gevelafsluiting; er zijn tal van gebouwen in Amsterdam, die een dergelijke daklijst hebben. Tot slot zijn er dan de vensters van de bovenetages, deze zijn net als andere klassieke gebouwen in Amsterdam veel kleiner en in een gangpatroon geplaatst (voorgevel is drie ramen breed). Het gebouw heeft een dubbele voorgevel, waarvan de buitenste bovenaan veertig centimeter naar voren helt (op de vlucht, bovenaan met ijzeren stangen verankerd), ook een verwijzing naar het verleden. Kortom, het zou een oud gebouw kunnen zijn, maar direct valt natuurlijk op dat het gebouw toch voornamelijk bestaat uit beton en B2-blokken, hetgeen nog benadrukt wordt door de dubbele gevel. De binnengevel staat loodrecht, de buitengevel 40 cm naar voren waardoor door glas tussen te voegen vanzelf een soort erker ontstond. 
Het Digitaal Grachtenboek noemt het een zeldzaam en uniek voorbeeld van een eigentijds vormgegeven grachtengevel. Overigens werd de bijzonderheid al in 1981 gezien, Trouw meldde het toen in een rijtje met Sier van Rhijn (Heintje Hoeksteeg 16-20/17-21) en Abel Cahen (Singel 428) onder "sterke incidenten".
Zeinstra was in die jaren veelal bezig met invularchitectuur dan wel postzegelarchitectuur te herkennen aan een beperkte plattegrond en hoogte met andere woorden veel beperkingen. Hij moest daarbij “onmogelijke plekken” opvullen met woningbouw. 
De Vereniging Vrienden van de Amsterdamse Binnenstad vond het gebouw monumentaal en diende een verzoek in om het tot gemeentelijk monument te verklaren. Zij werden daarin gesteund door de brochure Post ’65 Architectuur 1966-1990 in Amsterdam van de Erfgoedvereniging Heemschut uit 2018. Het gebouw werd inderdaad in maart 2023 tot gemeentelijk monument verklaard, Zeinstra is dan werkzaam bij Dok Architecten.
Ook Oudeschans 5 haalde het niet. Oudeschans 3 kreeg in 2010 een nieuwe buurman; een schepping van Sjoerd Soeters, dat in breedte fors afsteekt tegenover het smalle nummer 3. Voordat de bouw daar kon worden gestart deed de gemeentelijke dienst Bureau Monumenten & Archeologie uitgebreid onderzoek naar de historie van dat terrein door middel van archeologische opgravingen.